# Abricotier du Japon
Prunus mume · Abricotier du Japon, Abricotier japonais
Pour les articles homonymes, voir Abricotier (homonymie).
Espèce
Prunus mume, l'abricotier du Japon, est une espèce de plantes à fleurs du genre Prunus et de la famille des Rosaceae. C'est un arbuste à fruits à noyau qui appartient, avec l'abricotier P. armeniaca et les autres abricotiers du monde, au sous-genre Prunus et à la section Armeniaca du genre Prunus.
Son aire d'origine se situe dans les régions centrales du sud de la Chine (Sichuan et Yunnan), et du Laos et de la Thaïlande. Sa culture s'est répandue dans tout l'Extrême-Orient. Il est profondément associé à l'art et la littérature des grandes civilisations de ces régions.

## Nomenclature et terminologie
Le médecin naturaliste bavarois Philipp Franz von Siebold décrivit le premier l’espèce sous le basionyme de Armeniaca mume Siebold en 1830. Il séjourna de 1823 à 1829, dans l’île artificielle de Dejima dans la baie de Nagasaki où il réussit à réunir avec l’aide de collaborateurs, une grande collection de plantes japonaises.
Six ans plus tard, Siebold et Zuccarini transfèrent l'espèce dans le genre Prunus, sous le nom de Prunus mume (Siebold) Siebold & Zucc., dans Flora Japonica 1: 29, pl. 11. 1836.
Ce taxon porte en français les noms vernaculaires ou normalisés suivants : abricotier du Japon,, abricotier japonais.
En chinois moderne, le nom vernaculaire de l'espèce Prunus mume est méi 梅, l'arbre lui-même méishù 梅树, son fruit méizi 梅子 ou meiguo 梅果, ses fleurs méihuā 梅花 qui par métonymie désigne aussi l'arbre ornemental.
L'espèce a été introduite au Japon avec le bouddhisme au VIIe - VIIIe siècle. La prononciation de la graphie 梅 au Japon et en Corée dérive de celle du chinois médiéval (dynastie Tang) reconstruite comme muəi. La prononciation de l'époque de Nara aurait été unme (うんめ), et écrite mume (むめ). La prononciation ancienne mume est tombée en désuétude au Japon et a été fixée en ume (うめ). En coréen, la prononciation est maesil (hangul : 매실 ; hanja : 梅實).
Les premières descriptions par des naturalistes européens ont été faites au Japon au XIXe siècle. Des spécimens furent bien récoltés en Chine par Clark Abel, le médecin qui accompagnait l’ambassade de Lord Amherst en 1816 dans ce pays mais la première description botanique publiée date de 1830 et est l’œuvre du médecin et naturaliste bavarois Siebold, le premier Européen à avoir enseigné la médecine au Japon. Il envoya ensuite en 1844 des plants vivants en Europe sous le nom de mume.
Une certaine confusion règne dans la désignation par les langues européennes de Prunus mume. Pendant longtemps, la représentation de ses fleurs (meihua 梅花) en peinture traditionnelle ou sur porcelaine, a été désignée comme des « fleurs de pruniers » (plum blossom ou flowering plum). Les auteurs de la fin du XXe siècle, plus prudents, mais très vagues, parlaient de « prunus en fleurs ». Dans le contexte culturel chinois, il semble en effet bien difficile de parler de l'« abricotier du Japon » pour un arbre typiquement chinois introduit au Japon et le terme plus général d'« abricotier » ne convient pas non plus puisqu'il désigne une autre espèce indigène de Chine, Prunus armeniaca, bien connu en Europe ; quant à celui d'« abricotier de Chine » (adopté par Needham, Lu & Huang), il n'est guère plus satisfaisant puisqu'il existe plusieurs abricotiers indigènes dans ce pays. Le chinois possède des noms vernaculaires monosyllabiques pour désigner ces espèces indigènes : mei 梅 pour Prunus mume et xing 杏 pour Prunus armeniaca et lǐ 李  pour Prunus salicina. Par contre lorsque Prunus mume est cultivé comme arbre ornemental en occident, il est désigné comme « abricotier du Japon ».

## Description
Prunus mume est un arbre à cime arrondie de 4 à 10 mètres de haut, à écorce d'un gris plus ou moins verdâtre,. Les rameaux de la première année sont verts, lisses, glabres ou duveteux.
Ses feuilles alternes, caduques, au limbe ovale, elliptique, obovale longuement acuminé, aux bords finement dentés, font de 4–8 cm de long sur 2,5–5 cm de large. Elles apparaissent peu de temps après la chute des pétales. Le pétiole de 1 à 2 cm de long porte en général des nectaires.
Les fleurs à corolle blanche, rose ou rouge, de 2–2,5 cm de diamètre, formées normalement de cinq pétales, et aux nombreuses étamines, éclosent tôt au printemps, avant les feuilles, en mars-avril, parfois dès janvier. Les fleurs sont solitaires ou par deux et sont portées par un pédicelle court (de 1–10 mm). L’ovaire est densément pubescent. Il existe des variétés à fleurs doubles recherchées pour leur aspect ornemental. Les fleurs exhalent un parfum pénétrant.
Les fruits sont des drupes  jaunes à blanc verdâtre, globuleuses de petite taille (de 2 à 3 cm de diamètre) à noyau adhérent. Ils sont marqués, comme les abricots, d'un sillon allant du pédoncule à la pointe. Ils arrivent à maturité entre fin mai et fin juillet. Ils gardent une couleur verdâtre panachée de jaune, et sont assez acides et très peu sucrés, mais exhalent un parfum agréable.

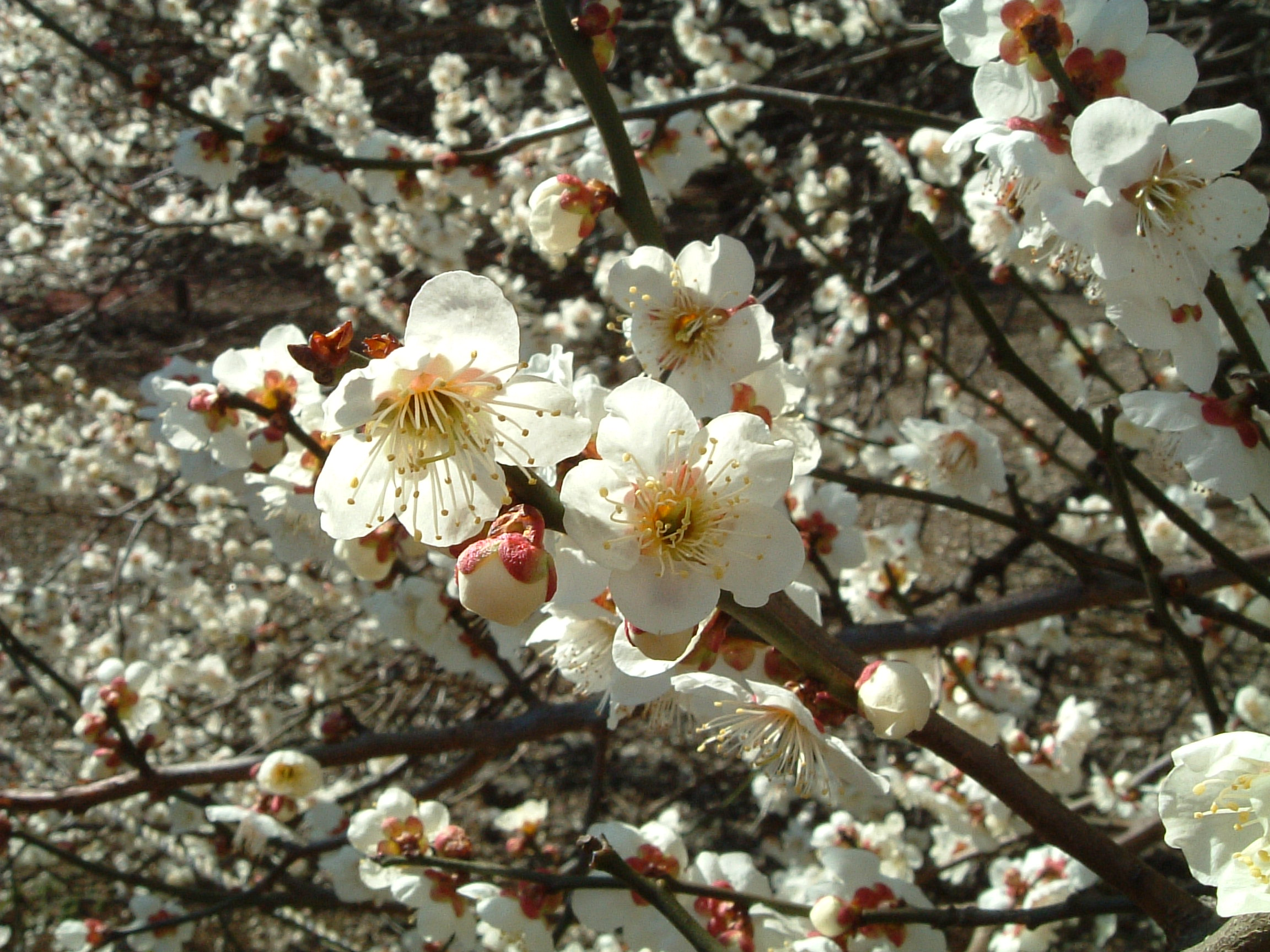
Fleurs de Prunus mume.
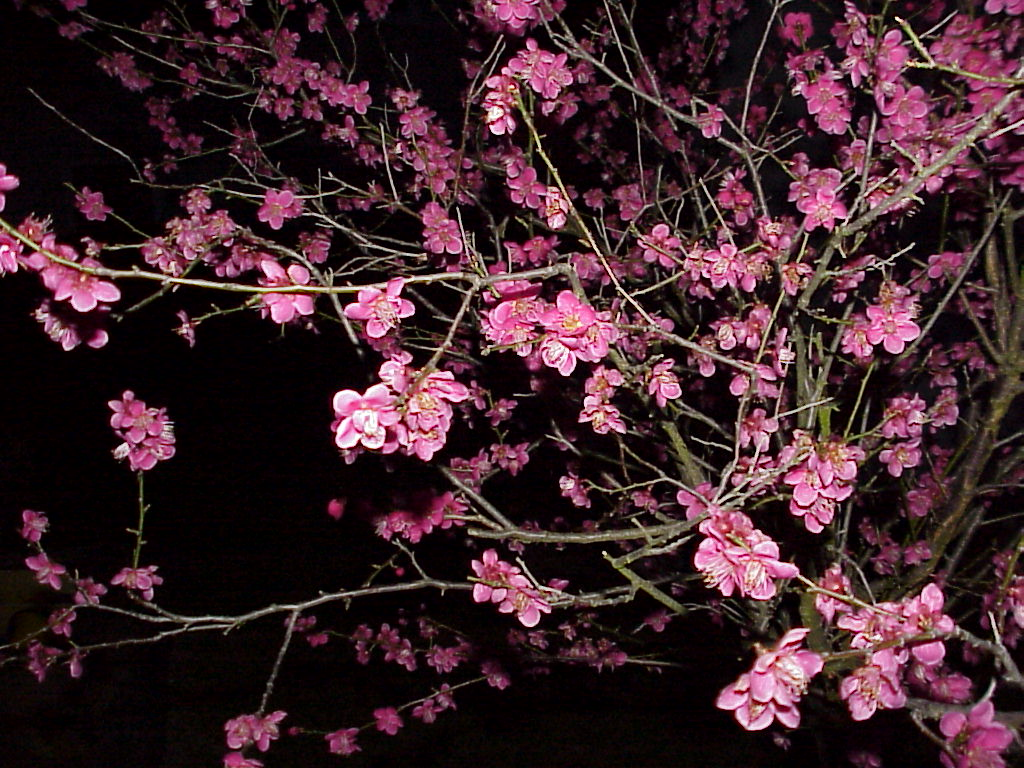
Prunus mume en fleur.
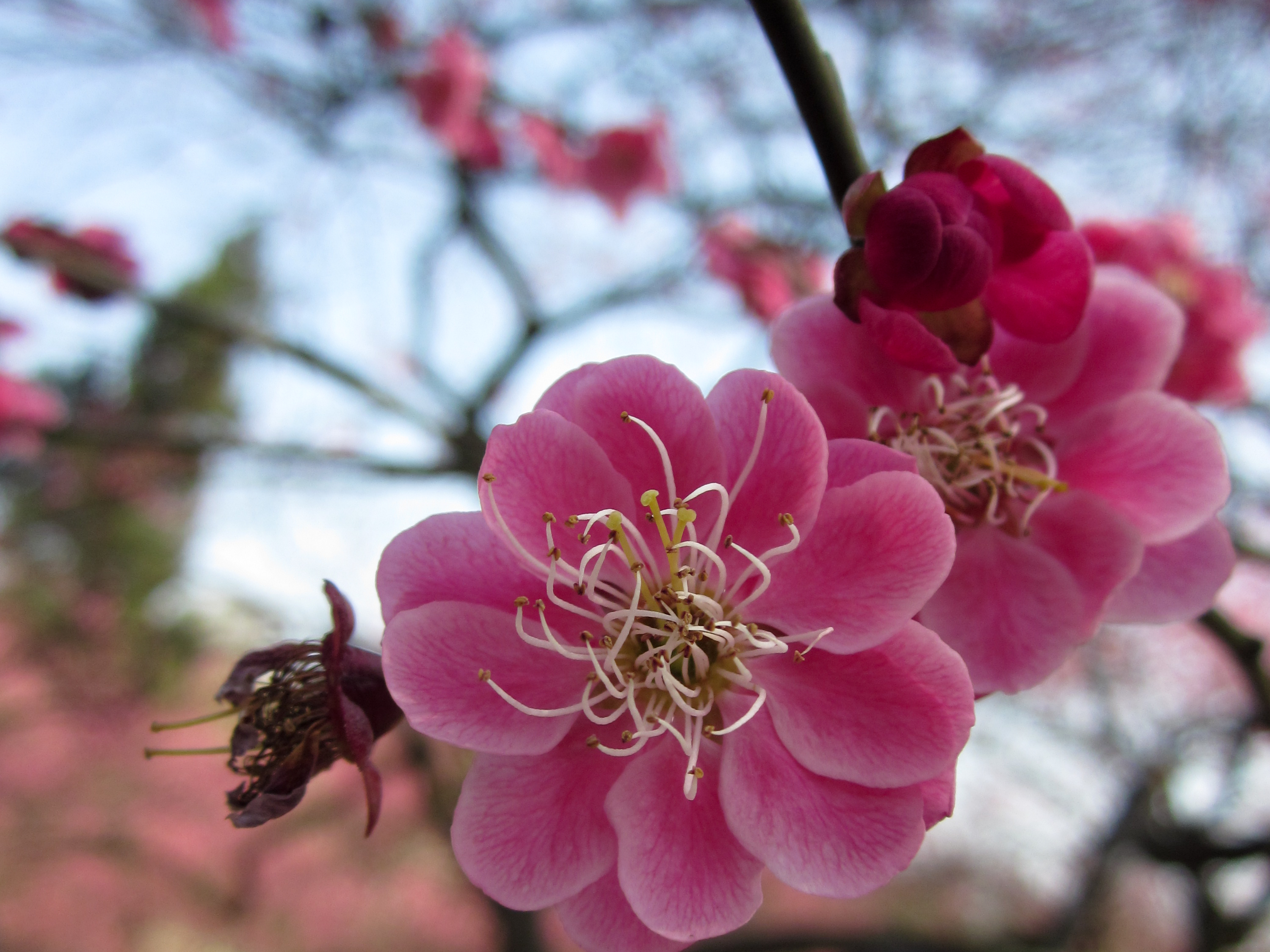
P. mume f. pleiocarpa, Jardin botanique de Hangzhou
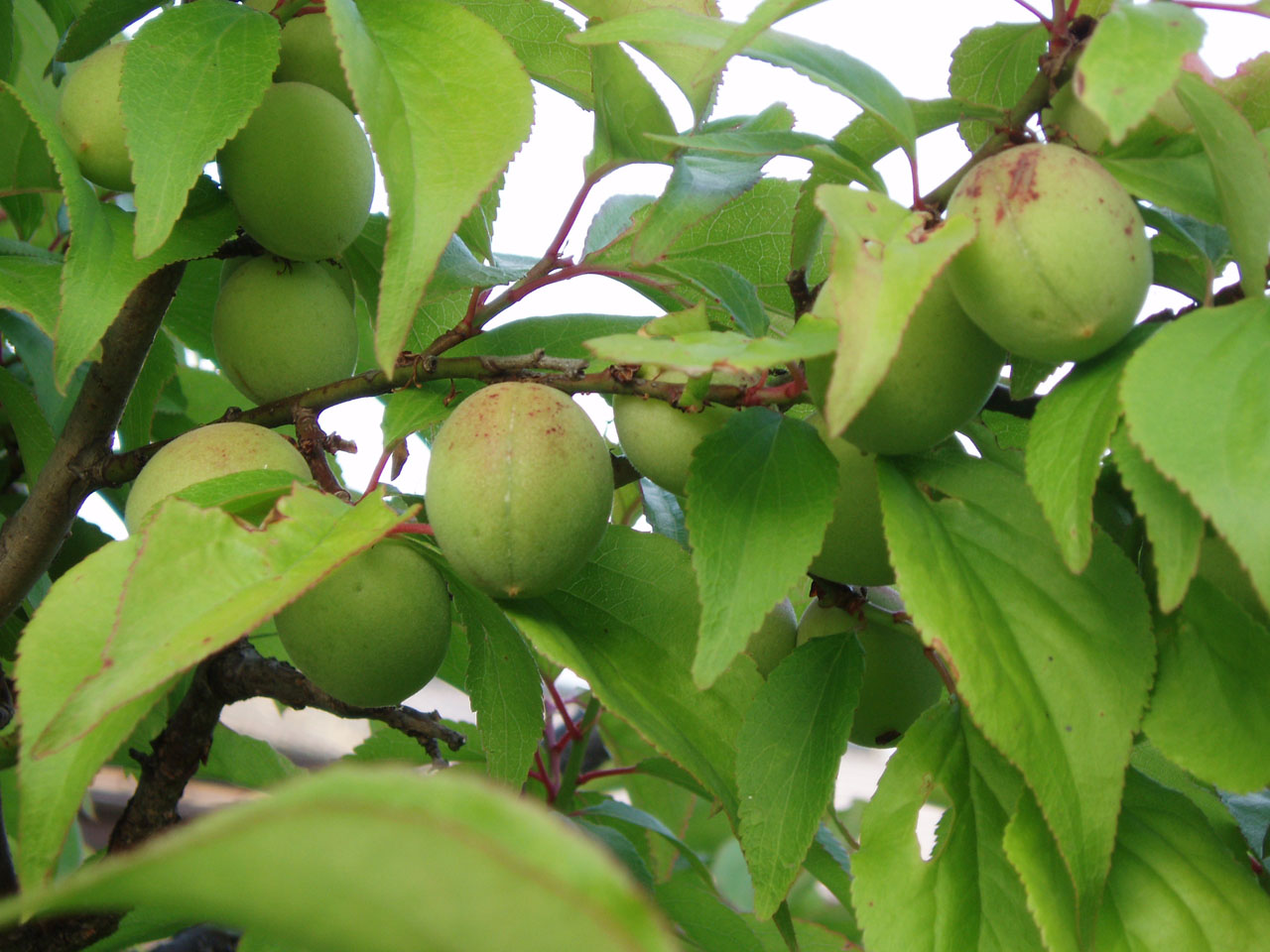
Feuilles et fruits de Prunus mume.

## Répartition géographique
Selon POWO, Prunus mume est une espèce originaire du Centre-Sud de la Chine (régions de l’ouest du Sichuan et l’ouest du Yunnan) et du Laos et Viêt Nam.
Il a été introduit dans le Centre-Nord de la Chine , le Sud-Est de la Chine, Hainan, Mongolie intérieure, Japon, Corée, Mandchourie, Taiwan, Tibet, Xinjiang.
Il est usuellement cultivé dans les régions du Yangzi et du fleuve Jaune, entre la fleuve jaune au nord et la rivière des Perles  珠江 au sud
Cultivé un peu partout en Chine, surtout au sud du Yangtsé, il l’est aussi au Japon, à Taïwan et en Corée ainsi qu’au Laos, en Thaïlande et au Vietnam.
Prunus mume a été importé de Chine au Japon à la période Nara (VIIIe siècle). Il ne fut importé en Europe qu'en 1844.
C’est un arbre qui pousse principalement dans le biome tempéré.

## Culture

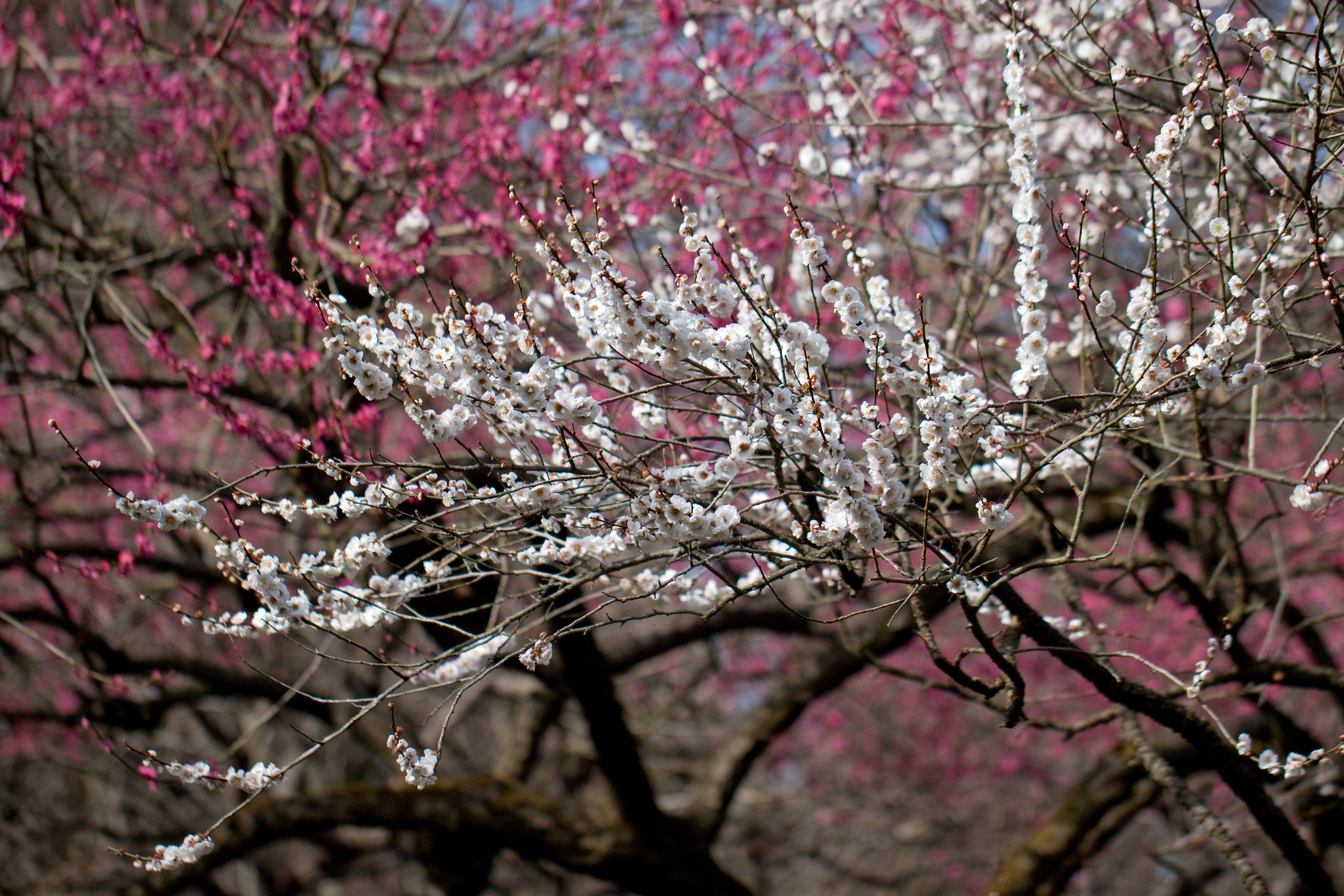
Prunus mume, fleurs rouges et blanches, Kyoto Botanical Garden.

Prunus mume est cultivé pour ses fleurs (à des fins ornementales) ou pour ses fruits comestibles.
C'est un arbuste appréciant les climats chauds et humides qui a besoin de soleil et n'est pas très résistant au froid. Il vit longtemps puisqu'on dit qu'il peut atteindre un millénaire.
En Chine, Prunus mume est cultivé dans des vergers dans la vallée du Yangzi et au sud du fleuve. Au nord, il est cultivé en pot comme bonsaï et doit être rentré en serre l'hiver. Il est principalement cultivé pour des raisons horticoles en Chine, en particulier dans les villes et jardins historiques, où il est apprécié pour sa floraison hivernale et son symbolisme culturel. Ainsi, il est présent dans des sites emblématiques comme le Palais d'Été (Yíhéyuán 颐和园) à Pékin, le Temple Linggu (Línggǔ Sì 灵谷寺) à Nankin et le Temple des Parfums (Xiāngshān 香山) dans la région de Pékin. Au Japon, l'arbre est le symbole de la divinité des études, Tenjin et est donc très présent dans les sanctuaires Tenmangū qui lui sont dédiés.
En 1989, une Association des fleurs de pruniers et de chimonanthes a été fondée en Chine avec pour mission de coordonner la recherche scientifique et les travaux sur la propagation, les maladies, l’amélioration des cultivars .

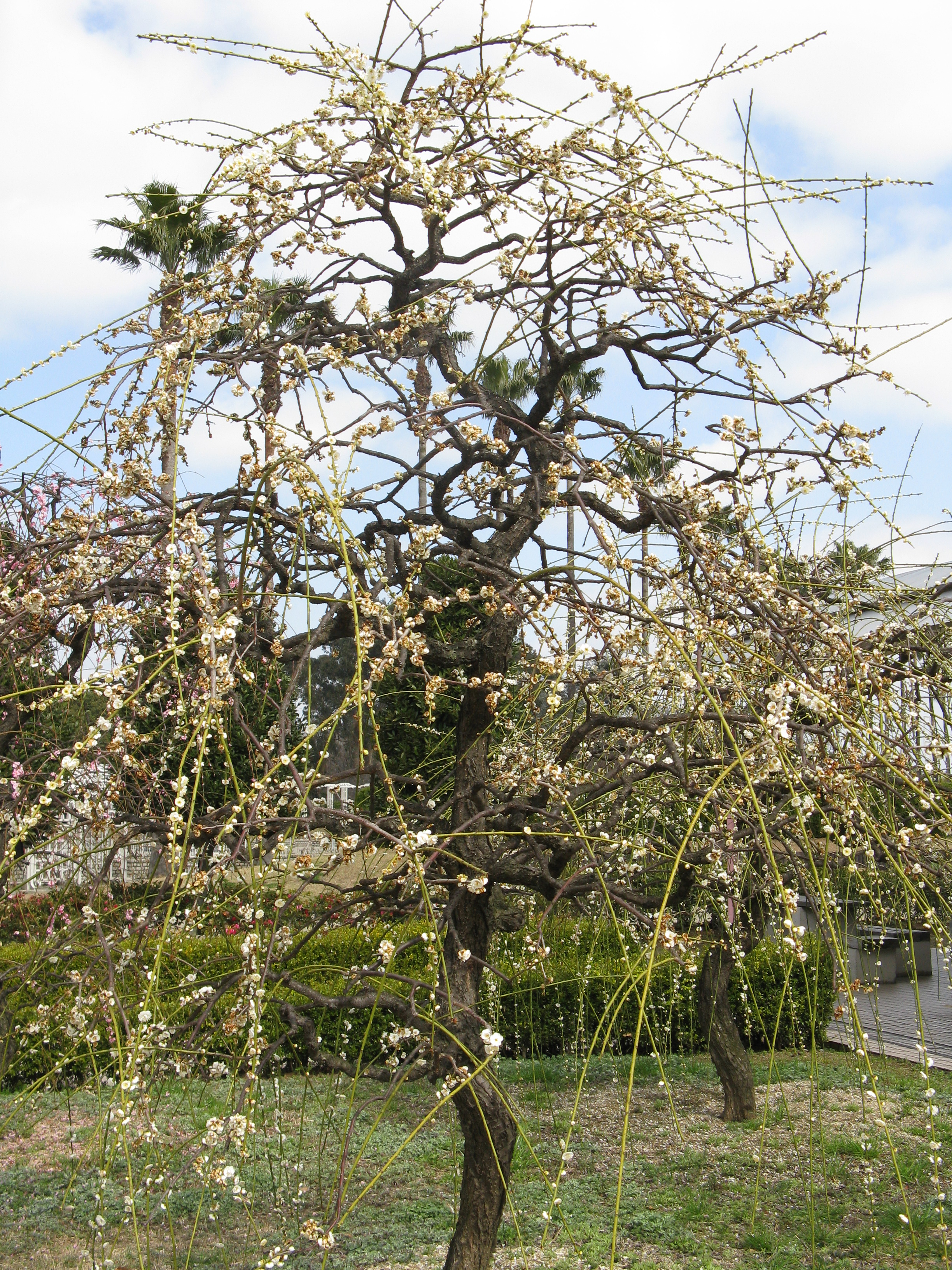
P. mume 'Pendula'

Le professeur Chen Junyu 陈俊愉 est l’auteur de deux monographies importantes 《中国梅花品种图志》 « Atlas des variétés de fleurs de pruniers en Chine » et « Fleurs de pruniers chinoises ». Il a classé les Prunus mume ornementaux en environ 300 formes, regroupées en variétés :
- P. mume var. typica (直枝梅类) dressé, sous-divisé en 8 formes ;
- P. mume var. pendula (垂枝梅类) pleureur, sous-divisé en 5 formes ;
- P. mume var. tortuosa (龙游梅类) dragon nageant, tortueux ;
- P. mume var. bungo (杏梅类) à la morphologie intermédiaire entre le mume et l'abricotier armeniaca ;
- P. × blireiana，P. cerasifera ‘Pissardii’ × P. mume Alphandii hybride de mume et de Prunus cerasifera.

Prunus mume est cultivé depuis si longtemps en Chine, en Corée et au Japon, que le Ministère chinois de l'Agriculture estime de son coté en 2018 que le nombre de cultivars serait de 350.
Au Japon, les variétés ornementales de umé sont classées en yabai (sauvage), hibai (rouge) et bungo (province de Bungo). Les bungo sont aussi cultivés pour leurs fruits et seraient des hybrides d'umé et d'abricotier.

## Aspects culturels

### En Chine
Une production de fleurs abondante, rouges, roses ou blanches, à la fin de l'hiver au début du printemps, au parfum notable, sur des branches autrement nues et à une époque où au nord la neige est encore présente, contribue à faire partager à cet arbuste les vertus symboliques du héros confucéen, entièrement dévoué aux principes éthiques et faisant face aux adversités avec persévérance. Sa floraison éphémère l'a fait aussi associer avec la beauté, la pureté et les côtés transitoires de la vie.
Avec le pin et le bambou, Prunus mume fait partie des Trois Amis de l'Hiver. Une association courante dans l'art et la littérature est celle de « l'orchidée au printemps, du lotus et de l'été, du chrysanthème et de l'automne et du mume et de l'hiver »
Prunus mume est réputé pouvoir vivre très longtemps. Des arbres multiséculaires sont conservés dans les jardins et les cours des temples. Près de Dali (Yunnan), dans le village de Huaqiao, on peut encore admirer la floraison d'un spécimen de 800 ans d'âge.

### Au Japon
Au Japon, il existe une tradition de hanami (littéralement « regarder les fleurs ») concernant l'umé, précédant celui des cerisiers du Japon. Si les cerisiers du Japon sont plus populaires pour le hanami, particulièrement chez les jeunes, les personnes plus âgées préfèrent l'atmosphère du hanami de l'umé.
Symbole de longévité, ce petit arbre aux fleurs blanches ou roses ravit les japonais, qui ont pris l'habitude de l'offrir pour le nouvel an.
Dans le jeu de cartes traditionnel japonais hanafuda, des fleurs et branches de l'abricotier du Japon sont représentées sur la série des quatre cartes du mois de février.
Il ne doit pas être confondu avec Prunus salicina, ou Prunier du Japon, poussant aussi au Japon, en Corée et en Chine.
|                                                    | \| \| \| \| \| Abricotier en fleur par le peintre Chen Lu (陳錄). \| \| Abricotier en fleur par le peintre Wang Mian (王冕). \| |                                                      |
|                                                    | |                                                      |
| Abricotier en fleur par le peintre Chen Lu (陳錄). | | Abricotier en fleur par le peintre Wang Mian (王冕). |

## Utilisation

### Usage alimentaire

#### En Chine
En Chine, le Suanmeitang (en) (酸梅汤) préparé en faisant macérer les fruits dans de l'eau et en ajoutant de l'osmanthe et du sucre cristallisé est une boisson largement répandue, qu'on trouve couramment dans le commerce au rayon des sodas et jus de fruits.

#### Au Japon

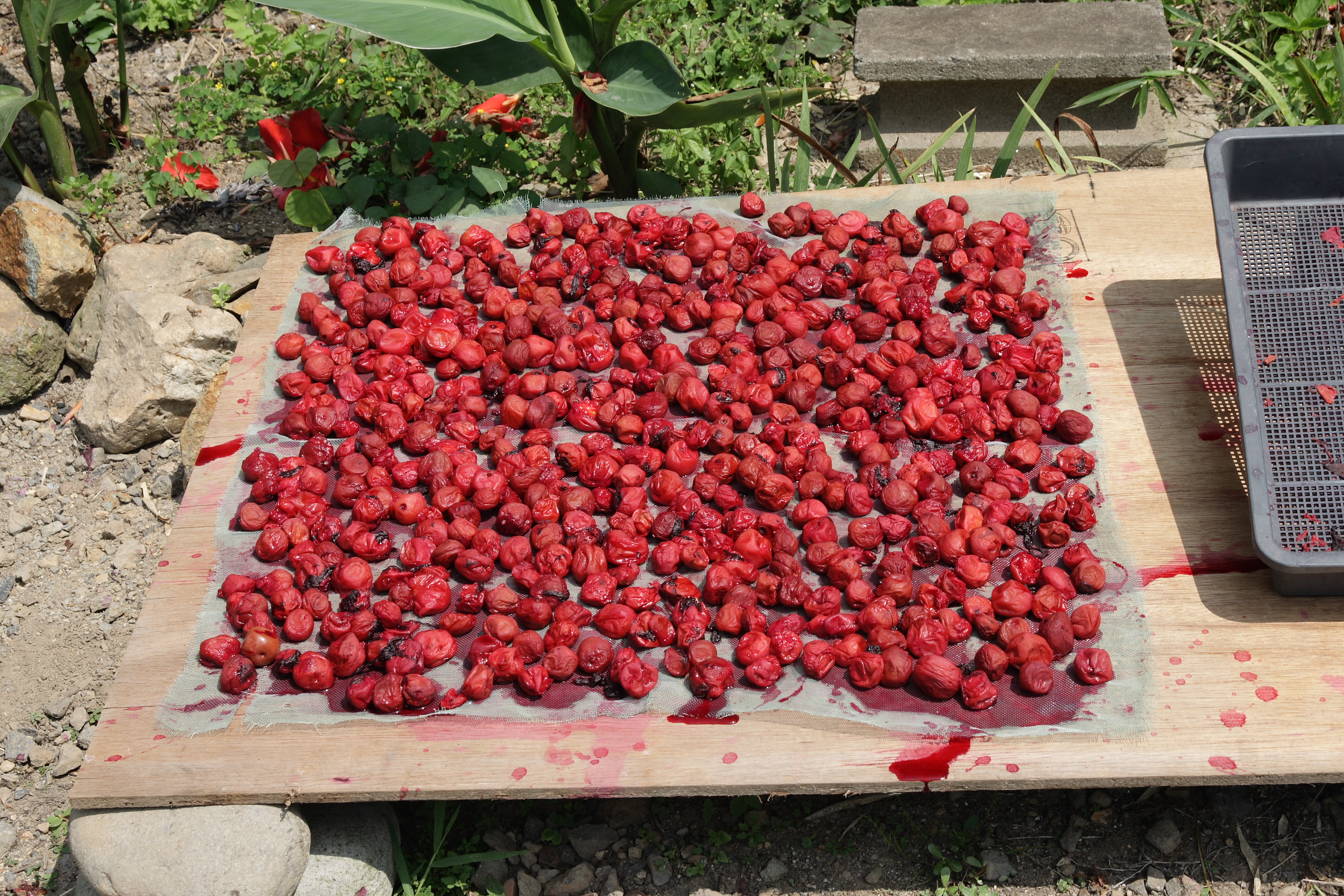
Umeboshi.

Au Japon, ses fruits, appelés umé-no-mi, servent à la fabrication des umeboshi, ces « prunes macérées dans le sel » aromatisées avec du shiso rouge, que l'on peut trouver en Europe dans les magasins diététiques.
L'extrait d’umé est l'arôme standard de sirops (comme la grenadine ou l'orgeat chez nous), mais aussi de la plupart des bonbons, chewing-gums, et de toute une gamme de boissons.
Le sirop d’umé, extrait en laissant les fruits dégorger quelques semaines dans du sucre, sert de base à une boisson non alcoolisée de saveur aigre-douce, très appréciée en été. Alongé d'eau ou de soda, c'est l’ume-jūsu du Japon que même les lycéens fabriquent avant les vacances d'été. En Corée, on en trouve aussi sous le nom de jus de maesil qui, commercialisé comme boisson de santé, jouit d'une popularité croissante. De nombreuses variantes existent, avec addition ou non de vinaigre d'ume.
L’umeshu (« vin de prune ») est une boisson alcoolisée produite en Corée et au Japon, douce et sucrée, faite en macérant les ume dans de l'eau de vie ou shōchū. Sa saveur aigre-douce est combinée à l'arôme cyanique de l’umeshu (Japon). Une liqueur semblable est fabriquée en Corée, le maesilju, et est vendue sous les noms de mae hwa su et mae chui soon.
Il existe aussi un vinaigre d'ume (umezu ou umesu).

### Usage ornemental

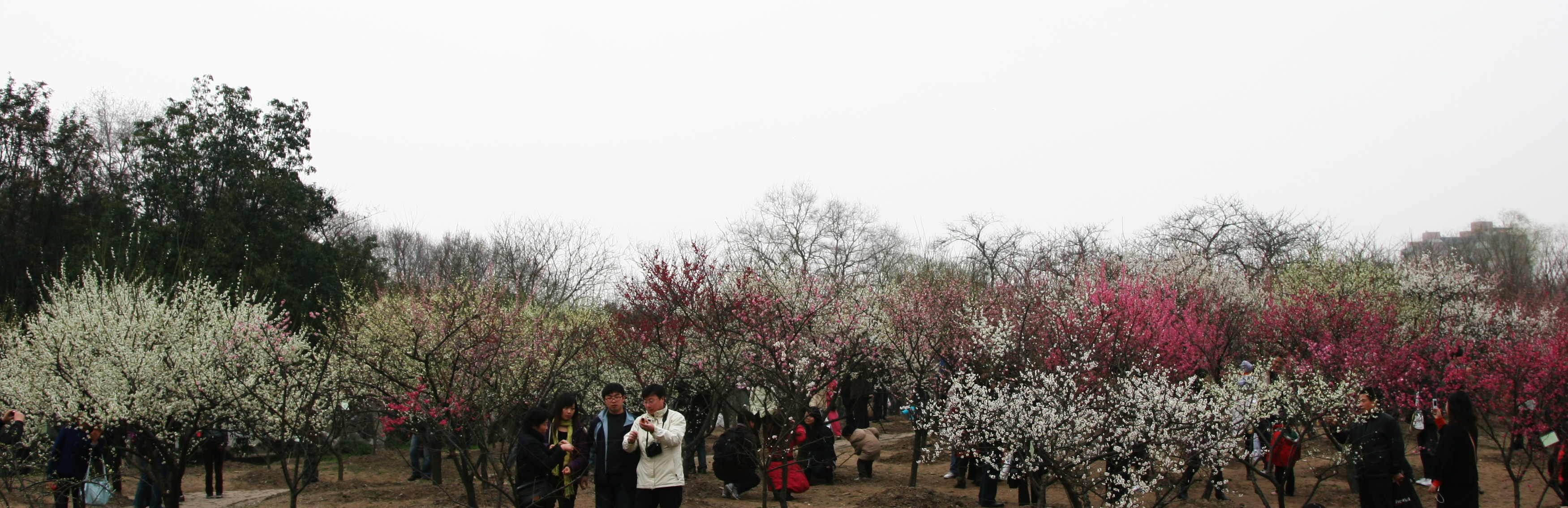
Pruniers en fleur au Jardin Botanique de Shanghai.

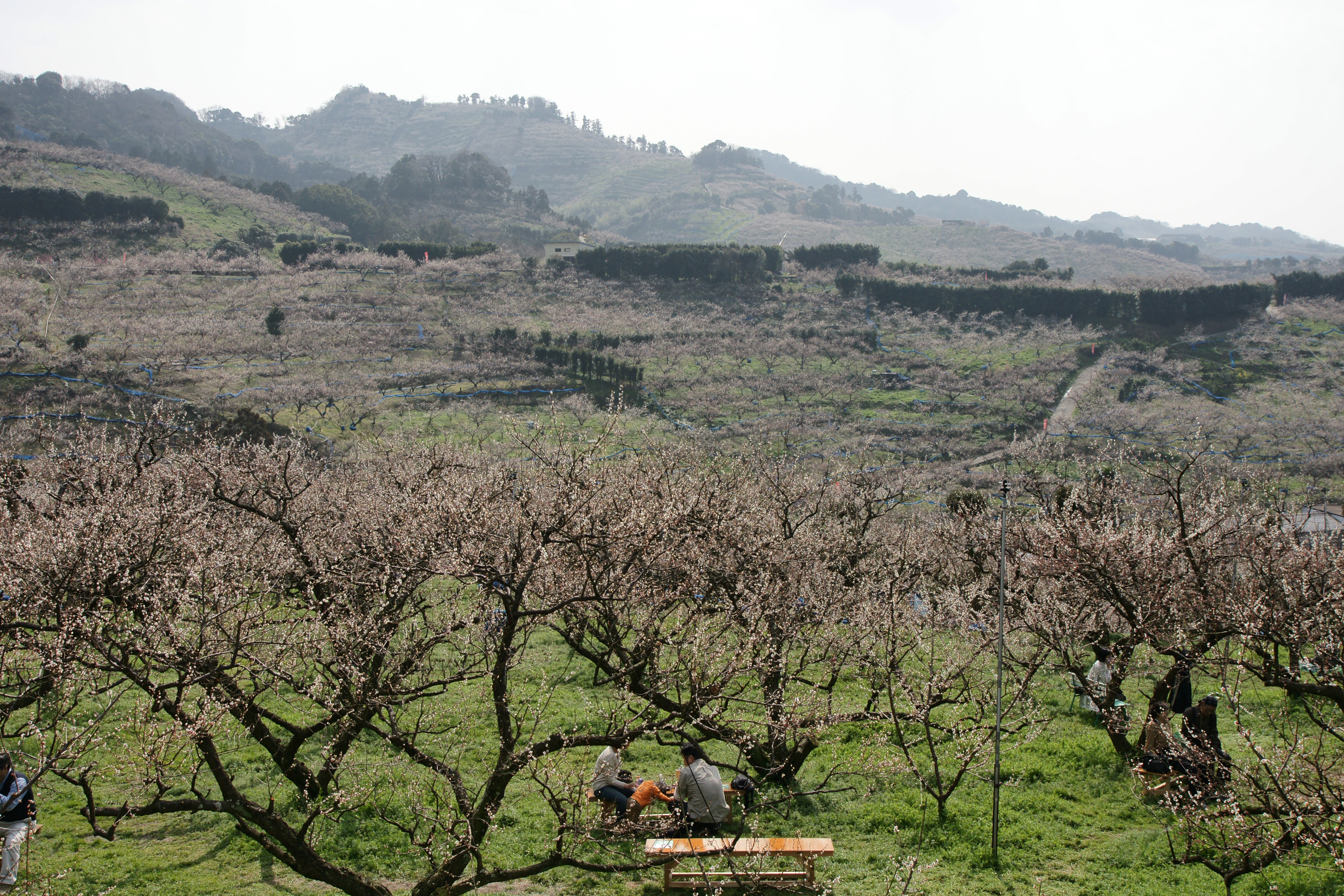
Minabe Bairin, Japon

En Chine, entre 300 et 350 cultivars ont été répertoriées. Ses principales variétés sont var. pleiocarpa Maxim., var. microcarpa Makino, var. virificalix Makino et var. bungo Makino.
On peut en voir quelques-uns en France chez les marchands de bonsaï, et chez certains horticulteurs qui les hybrident et les apprécient pour leur profusion de fleurs roses très parfumées qui, comme chez tous les Prunus viennent bien avant les feuilles. Parmi les variétés ornementales, on trouve 'Alba', 'Albo-plena' (à  fleurs doubles blanches) ou encore 'Alphandii' (à fleurs doubles roses, dédié à Adolphe Alphand, ingénieur français qui contribua à la création des parcs et jardins de Paris à la demande du baron Haussmann).

### Usage médicinal
Le premier livre chinois traitant des plantes médicinales, le Shennong bencao jing (début de notre ère) en mentionne les fruits : « Les meishi 梅实 sont acides et équilibrés. Ils font descendre le qi, éliminent la chaleur et les vexations, calment le cœur... » Pour être conservés en pharmacie, les abricots devaient subir une préparation de séchage et salage (baimei 白梅 abricots blancs salés) ou de fumage (wumei 乌梅 abricots noirs fumés). Li Shizhen, médecin et naturaliste du XVIe siècle, recommande les abricots noirs wumei pour consolider le qi-poumon et calmer la toux.
Actuellement, un ouvrage de référence de pharmacopée chinoise traditionnelle indique que « le wumei (乌梅), Fructus Mume, doit être préparé à partir de fruits non mûrs, cuits à basse température jusqu'à ce que la peau se fripe, puis braisés et noircis, dénoyautés et utilisés tel quel ou carbonisés ». Ses fonctions seraient de consolider le qi-poumon, calme la toux, d'être astringent des intestins et arrêter la diarrhée, de favoriser la production des fluides corporels et étancher la soif, et d'être anti-helminthique. Ses indications sont ainsi d'être utilisé contre la toux chronique, la diarrhée chronique et la soif insatiable, mais aussi le taenia, et l'ascaris.
Les recherches actuelles sont très nombreuses, notamment autour de l'umeboshi.